# Taixu

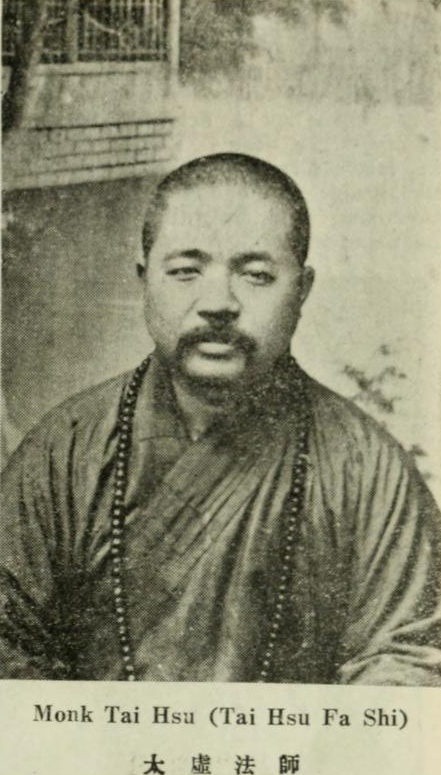
Taixu, ca. 1933.

Taixu (chinesisch 太虛, Pinyin Tàixū, W.-G. T'ai Hsü, Geburtsname: chinesisch 呂沛林, Pinyin Lǚ Pèilín; geb. 8. Januar 1890; gest. 17. März 1947) war ein Bhikkhu (Mönch) des Chan-Buddhismus und ein Reformer des Chinesischen Buddhismus.

## Leben

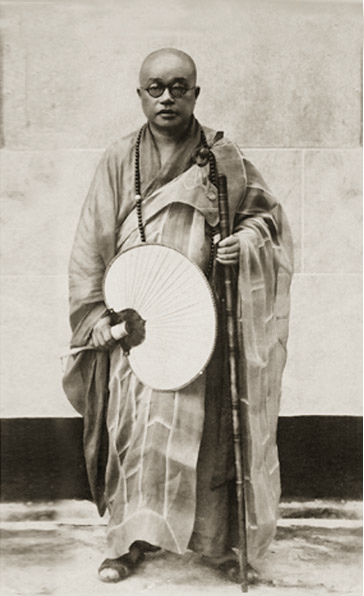
Taixu in der traditionellen kāṣāya.

Taixu wurde in Hǎiníng (海寧/海宁) in der Provinz Zhejiang als Lǚ Pèilín (呂沛林) geboren. Seine Eltern starben, als er noch klein war und er wurde von seinen Großeltern aufgezogen. Im Alter von 16 Jahren wurde er als Mönch ordiniert. Er wurde im Xiao Jiuhua-Tempel (小九華寺/小九华寺 – xiǎo jiǔ huá shī) in Suzhou in die Linji-Schule (臨濟宗 – Linji tai) des Chan-Buddhism aufgenommen. Schon bald erhielt er den Dharma-Name „Taixu“ mit der Bedeutung „Große Leere“. 1909 reiste er nach Nanjing, wo er der Sutra Carving Gesellschaft beitreten wollte, die von dem buddhistischen Laien Yang Renshan gegründet worden war.
Dort kam er in Berührung mit den politischen Schriften von Kang Youwei, Liang Qichao, Tan Sitong und Zhang Taiyan, woraufhin sich Taixu zum Ziel setzte den Buddhismus zu reformieren. 1911 in Guangzhou kam er auch in Kontakt mit den Revolutionären, die am Komplott gegen die Qing-Dynastie beteiligt waren, und beteiligte sich an einigen geheimen revolutionären Aktivitäten. Später schrieb er über die Bildung seiner politischen Meinung in seiner Autobiographie (自傳 zìzhuàn):

„Mein soziales und politisches Denken stützte sich auf Herr Verfassung, die Republikanische Revolution, Sozialismus und Anarchismus. Indem ich Werke wie Zhang Taiyans „Über die Einführung von Religion“, „Über die fünf Negativen“ und „Über Evolution“ las, entwickelte ich die Ansicht, dass Anarchismus und Buddhismus nahe Gefährten sind und das sich ein Demokratischer Sozialismus wahrscheinlich entwickeln würde.“

Nach der Gründung der Republik China gründete Taixu die Vereinigung für den Fortschritt des Buddhismus (佛教協進會/佛教协进会 fójiào xiéjìn hùi), die allerdings aufgrund des Widerstandes konservativer Buddhisten nur kurze Zeit bestand. Da er keine Möglichkeit hatte die buddhistische Gemeinschaft von seinen Ideen zu überzeugen, und geschockt durch den Ausbruch des Ersten Weltkrieges und die Gräuel in China ging Taixu ab Oktober 1914 für drei Jahre in eine Einsiedelei (閉關/闭关 bìguān) am Putuo Shan.
Bis zu seinem Tod arbeitete Taixu für eine Erneuerung des Buddhismus in China, auch wenn aufgrund der wirtschaftlichen und politischen Turbulenzen in Krieg und Revolutionen nur wenige seiner Projekte von Erfolg gekrönt waren. Er starb am 12. März 1947 im  Jadebuddha-Tempel (玉佛寺 yùfó sì) in Shanghai. Einer seiner einflussreichen Schüler war Dongchu 東初 (1907–1977); zu seinen Hörern gehörte auch Chiang Kai-shek.

## Buddhistischer Modernismus
Neben seinem revolutionären Aktivismus für China betätigte sich Taixu vor allem als Erneuerer des Buddhismus. Er adaptierte die buddhistische Lehre so, dass Buddhismus weltweit verbreitet werden konnte. Eines seiner großen Programme war eine Neuordnung des Sangha. Er arbeitete daran die Zahl der Mönche in den Klösterorden zu reduzieren und hatte sehr genaue Pläne gemacht. Nach Don Alvin Pittman:

„diese Zahlen [sollten reduziert werden] auf nur zwanzigtausend Mönche; fünftausend Studenten, zwölftausend Boddhisattva-Mönchen, und dreitausend Älteste. Von den zwölftausend Boddhisattva-Mönchen, sollten fünftausend das Dharma verbreiten durch öffentliches Predigen und Lehren, dreitausend sollten als Administratoren in buddhistischen Bildungseinrichtungen arbeiten, fünfzehn-hundert in buddhistischen karitativen Werken, fünfzehnhundert als Anleiter im monastischen Bildungssystem, und eintausend sollten in verschiedenen Kultur-Projekten arbeiten.“

Diese Reorganisation des Sangha war ein Versuch den Buddhismus wiederzubeleben und ein wichtiger Schritt um ein „Reines Land“ in dieser Welt zu verwirklichen. Der Reines Land-Buddhismus war in China seiner Zeit weit verbreitet und Taixus modernistische Ansätze bewogen ihn den Reines Land-Buddhismus zu verbreiten, nicht als Buddhistische Kosmologe, sondern als Mittel um in dieser realen Welt etwas zu bewirken. Noch einmal Pittman:

„Seine Ansichten über die Verwirklichung dieses Ideals unterschied sich stark vom Mainstream des zeitgenössischen Sangha. Anstatt sich auf die Freuden des entfernten Reinen Lands zu konzentrieren, welche durch die Bindung an die geistigen Verdienste und die Macht anderer großer Bodhisattvas und Buddhas erworben weren könnten, visualisierte Taixu diese irdische Welt in Verwandlung in ein Reines Land durch die Hingabe und opferbereitschafte harte Arbeit von tausenden durchschnittlichen Bodhisattvas, die achtsam darauf waren, was ihr gemeinschaftliches Zeugnis bewirken könnte.“

Wie viele buddhistische Modernisten war Taixu daran interessiert Taktiken wie „cultural translation“ (eine Methode der Erklärung des Buddhismus) zu verwenden, so dass Nicht-Buddhisten die komplexe Tradition besser verstehen könnten. Sein Essay „Science and Buddhism“ (Wissenschaft und Buddhismus) übersetzt die buddhistische Lehre mit dem Beispiel, dass in jedem Wassertropfen 84 tausend Mikroben leben. Damit bezieht er sich auf den buddhistischen Lehrsatz, dass innerhalb unserer Welt viele weitere Welten bestehen. Er erklärt, dass man dies beim Blick durch ein Mikroskop erkennen kann und dass jede dieser kleinen Mikroben ein eigenes Leben ist.
In seinen Schriften vergleicht er die wissenschaftliche Theorie, dass es unendlichen Raum mit keinem Zentrum des Universums gibt, mit den buddhistischen Sutras, dass „das All unendlich ist und die Zahl der Welten unendlich, da alle in gegenseitigem Gleichgewicht sind, wie ein Netzwerk von unzählbaren Perlen.“ Taixu glaubte jedoch nicht, dass die Wissenschaft die Lösung für alles und Erklärung für alles sei. Im Gegensatz dazu hielt er dafür, dass es auf keine Art und Weise möglich sei, durch Wissenschaft zur Erleuchtung zu kommen, auch wenn sie viele der Geheimnisse des Universums erklärt. „Wissenschaftliches Wissen kan die Buddhistische Lehre beweisen und darstellen, aber es kann die Realitäten der buddhistischen Doktrin nicht beweisen.“
Taixu verstand den Buddhismus als wissenschaftlich, jedoch als die Wissenschaft übersteigend. Wie andere buddhistische Modernisten verurteilte Taixu den Aberglauben. Er erklärte, dass die zwei am tiefsten verwurzelten Aberglauben der „Aberglauben von Gott“ und der „Aberglauben von Wirklichkeit“ seien. Diese beiden Aberglauben spielen der Erklärung in die Hand, die feststellt, nach Taixus Ansicht, warum Buddhismus der einzige Weg zu wahrer Erleuchtung ist. Der „Aberglauben von Gott“ kann ähnlich verstanden werden, wie die Unmöglichkeit der Wissenschaft die Existenz des Übernatürlichen zu erklären. Auch Wissenschaft ist nur fähig die materialistischen Aspekte der Welt zu erklären und das führt auf den zweiten Aberglauben: den „Aberglauben der Wirklichkeit“. der „Aberglauben der Wirklichkeit“ ist im Grunde genommen Materialismus, jedoch in diesem Sinn ein Materialismus der Wissenschaft im Bereich des Erklärbaren. Diese beiden Aberglauben verdunkeln grundsätzlich die Fähigkeit von Wissenschaft und Menschen die Wahrheiten zu sehen, welche nur der Buddhismus offenbaren kann.

## Kontakte mit dem Christentum
Taixus Reformen des Sangha waren zum Teil beeinflusst vom Christentum. Bei Aufenthalten in Europa sah Taixu den Erfolg von christlichen karitativen Organisationen und hoffte, dieses Organisationsmodell auch in seinem reformierten Buddhismus einzuführen. Er führte vergleichbare Strukturen in Organisationen wie der Bodhi Society und der Right Faith Society ein, Laien-Organisationen die Hilfeleistungen für die Kranken, Armen und Unglücklichen verschrieben sind.
Er war jedoch kritisch gegenüber der christlichen Philosophie und hielt sie für inkompatibel mit der modernen Wissenschaft und unfähig die Wirtschaftskrise und beide Weltkriege zu verhindern. Westliche Kritiker argumentierten, dass er naiv und schlecht informiert über christliche Weltanschauungen sei. Sie bezeichneten seine Lectures in Buddhism als „wanderndes, unzusammenhängendes, amateurhaftes Geschwätz“.

## Überblick über die Schriften
In einer Publikation von Taixu diskutiert er die Bedeutung des interreligiösen Dialogs. Er analysiert die Probleme, die in China vorhanden sind und durch ein Gespräch mit einem französischen Erzbischof konnte er die Tragweite ermessen. Taixu schreibt:

„Alle Religionen sollten so angepasst werden, dass sie zur Situation in China passen. Es sollte keine grundlegende Ablehnung des Katholizismus geben.“

Dieses Zitat zeigt, dass Taixu die Lehren anderer Religionen nicht rundweg ablehnte, sondern sogar Kooperation wünschte, Offenheit, die Fähigkeit zusammenzuarbeiten und voneinander zu lernen. Taixu ging sogar so weit auch einige christliche Ideen zu übernehmen, unter anderem Methoden der pastoralen Ausbildung und Erweckungsbewegungspredigten.
Neben seiner Übernahme von christlichen Methoden, bewegte Taixu offen ein weit stärker kontroverses Thema: die Existenz Gottes. Als er nach einem gescheiterten Reformversuch wieder einmal für drei Jahre in die Einsiedelei gegangen war, beschäftigte er sich mit dem Thema:

„Wer ist Gott? Ist Er aus Materie oder nicht? ... Wenn er in den Herzen allein existiert, dann ist seine Existenz eine Legende, vergleichbar mit inexistenten Dingen wie „Schildkrötenhaaren“ und „Hasenhörnern“. Daher sollten wir nicht glauben, dass Gott alle Dinge in der Welt geschaffen hat. ... Wie schuf Er denn das Universum? Wenn der Heilige Vater ein Teil des Universums ist, dann ist es unverständlich, dass Er auch die Welt erschuf. Ich fordere die Theorie heraus, dass Gott existiert. Zeigen sie mit die Beweise für die Geburt Gottes. Was war Er, vor Seiner Geburt? Existiert Er, weil Er eine inhärente Natur besitzt? Es ist nicht rational zu behaupten, dass alle Dinge vor seiner Geburt existierten. Wenn es eine Geburt gibt, oder einen Anfang, dann sollte es auch ein Ende geben. Es ist unverständlich zu sagen, dass Er allmächtig ist. ... Wenn Gott, mit Wissen, den Menschen und alle Dinge nach seinem Willen geschaffen hat, schuf er den Menschen dann blind oder unwissend? Wie könnte er sündige Dinge erschaffen, Verbrechen, Ignoranz, und sogar Blasphemisten? Das wäre unverständlich. Wenn er all diese Dinge machte, dann wäre es unverständlich dass Gott Menschen ins Exil schicken würde, sie Leiden ließe, anstatt ihnen zu erlauben im Paradies zu bleiben. Wie könnte Gott Menschen schaffen, die Ihn nicht respektieren?“

Taixu stellt die Existenz Gottes in Frage, weil er rational fragt und anhand der Situation der Welt schließt, dass es keine Beweise für einen Gott gibt. Er verbindet seine Argumente mit dem Verhältnis zwischen Buddhismus und Wissenschaft und wie Aberglaube ein Hindernis auf dem Pfad der Erleuchtung bildet.
In Taixus Artikel „Science and Buddhism“ bietet er viele interessante und originelle Gedanken zu Wissenschaft und Aberglaube. Taixus Hauptargument in diesem Artikel ist, dass aller Aberglaube in der Welt wie „der Aberglaube von Gott oder die Beschränkung des Selbst“ und „der Aberglaube der Wirklichkeit“ den Fortschritt der wissenschaftlichen Entdeckungen hemmt, weil er die Abgeschlossenheit von abergläubischen Menschen in ihren Glaubensvorstellungen bestärkt. Taixu schreibt:

„Wissenschaft kann daher niemals der Hauptunterstützer des Buddhismus sein, obwohl sie als wertvolle Hilfe dienen kann und viel kann erwartet werden von einer Vereinigung der zwei verschiedenen Methoden der Forschung.“

Aus seinen Schriften lässt sich schließen, dass Taixu Wissenschaft für eine wertvolle Quelle hält, aber aufgrund des festen Glaubens von Menschen an Aberglauben wird sie niemals ein erfolgreicher Gewinn für Buddhismus sein. Er argumentiert, dass Wissenschaft ein Zugang zur Erleuchtung sein kann, aber selbst niemals erlauben wird, dahin zu kommen. In Taixus Worten: „Wissenschaftliche Methoden können nur die Buddhistische Lehre begleiten, sie können niemals darüber hinaus gehen.“
Der Buddhologe Don Pittman schrieb in seinem Buch „Toward a Modern Chinese Buddhism“, in dem er Taixus Reformversuche analysiert, dass seine Reformversuche als Verwirklichung des Reinen-Land-Buddhismus in der Wirklichkeit sein sollen.

„Wenn wir heute, auf Grundlage unseres Geistes, reine Gedanken produzieren können und hart arbeiten um gute Taten zu vollbringen. Wie schwer kann es sein, ein unreines China in ein chinesisches Reines Land zu verwandeln? ... Alle Personen haben diese Geistesmacht, und da sie schon die Möglichkeit (benneng) haben, ein Reines Land zu schaffen, können sie doch alle den ruhmreichen Schwur machen, diese Welt in ein Reines Land zu verwandeln und hart arbeiten dies zu erreichen.“

Das war unter vielen anderen Dingen eine von Taixus weitreichendste Ideen zur Reform. Er glaubte, dass der einzige Weg das Leiden dieser Welt zu beenden, das Reine Land zu verwirklichen. Er bemühte sich durch viele Arten dies voranzubringen, unter anderem durch die Reorganisation des Sangha. Leider scheiterte sein Bemühen dieses Dharma weltweit zu verbreiten. Die meisten seiner Institutionen wurden durch die Ereignisse der Zeit wieder zerstört, unter anderem durch die Kommunisten.

## Werke
- Taixu dashi wenhui 太虛大師文匯. 華夏出版社 2012. ISBN 9787508069036 (Inhaltsübersicht)